# Ysengrimus
De Ysengrimus is het dierenepos dat aan de basis ligt van de West-Europese Reinaertcyclus (Van den Vos Reynaerde, Reineke Fuks, Le roman de Renart ...).

## Oorsprong
De tekst is geschreven in het Latijn tussen de lente van 1148 en augustus 1149 door een tot nu toe ongekende auteur, alhoewel sommigen "magister Nivardus" (Nivard van Gent) beschouwen als de schrijver van het werk. Dit is echter niet bewezen. Nivardus wordt slechts in één bron vermeld aan het eind van de 13e eeuw - begin 14e eeuw. Elders worden andere auteurs vermeld. Van Geertsom is van mening dat de auteur Simon van Gent, de afgezette abt van de Sint-Bertijnsabdij is. Dit standpunt heeft echter weinig navolging gekend.
De Ysengrimus is geïnspireerd door de fabels van Aesopus, de karolingische dierenpoëzie en de ecbasis captivi. Het vertoont eveneens gelijkenissen met de vagantenpoëzie uit de 12e eeuw, waarin wantoestanden in de kerk aan de kaak werden gesteld.
Het werk ontstond hoogstwaarschijnlijk in Gent, gezien de vele specifieke verwijzingen naar die stad.

## Stijl en inhoud
Het epos telt ongeveer 6500 verzen in elegische disticha. Het is onderverdeeld in zeven boeken en twaalf episodes. Het distichon werd veel gebruikt in Latijnse parodiërende poëzie. In de Nederlandse vertaling werd het metrum niet behouden.
De tekst kan beschouwd worden als een satire. In een satirisch dierenepos handelen dieren als mensen. Mensen wordt zo een spiegel voorgehouden, vol beestachtig gedrag en sofistische redeneringen. Vele christelijke instellingen worden gehekeld, alsook specifieke historische personages als Anselmus van Doornik, Paus Eugenius III en Abt Siger II van de Sint-Pietersabdij in Gent.
In het epos wordt een omgekeerde wereld gecreëerd: bedriegers worden bedrogen, de zwakkeren zijn sterker dan de sterkeren (de wolf wordt bijvoorbeeld mishandeld door schapen).
Centraal in het werk staat de ruzie tussen de vos Reinaert en de wolf Isengrim. De Ysengrimus is het eerste werk waarin Isengrim en Reinaert vermeld worden. Het zijn vijanden, maar steeds weer ontmoeten ze elkaar. Reinaert noemt Isengrim zijn "oom". Isengrim is de domme bruut die enkel uit is op eten. In het werk wordt hij monnik genoemd, maar ook abt en bisschop; hij is de wolfsmonnik, de hebzuchtige geestelijke. Isengrim gebruikt regelmatig Bijbelcitaten en de Regel van Benedictus om zijn vraatzucht te verantwoorden. Reinaert moet lichamelijk onderdoen voor Isengrim, maar weet hem steeds weer te verleiden met listen en de belofte van rijkelijk eten.
De Ysengrimus is een satirisch, soms zeer grappig werk, maar staat vol geweld: Isengrim wordt mishandeld, verminkt, levend gevild en tot slot vermoord. Zijn vrouw wordt door Reinaert verkracht.
Alleen in het eerste verhaal slaagt Isengrim erin Reinaert te slim af te zijn en een ham af te snoepen. In alle daaropvolgende verhalen delft Isengrim het onderspit, met zijn dramatische dood als slot: Isengrim wordt verscheurd door 66 varkens.

### Online manuscript
- Bibliothèque, Manuscrit 160 (ULiège)

### Uitgaven
- Voigt, Ernst (ed.) Ysengrimus. Herausgegeben und erklärt (Halle, 1884)
- Mann, Jill (ed.), Ysengrimus. Text with Translation, Commentary, and Introduction (Leiden, 1987) ISBN 90-04-08103-8

### Nederlandse vertalingen en bewerkingen
- Mark Nieuwenhuis, Ysengrimus. Vertaalde tekst vanuit het Latijn naar het Nederlands, compleet met aantekeningen (Amsterdam, 1997) ISBN 90-214-0589-X
- Louis Paul Boon, Wapenbroeders. Een getrouwe bewerking der aloude boeken over Reinaert en Isengrimus, 1955
- Jozef van Mierlo, Magister Nivardus' Isengrimus. Het Vroegste Dierenepos in de letterkunde der Nederlanden, 1946